# Конрад фон Вюртемберг-Грюнинген
Конрад (III) фон Вюртембург/Вюртемберг-Грюнинген (на немски: Konrad (III) von Württemburg-Grüningen; Konrad Graf von Württemberg-Grüningen; * вер. 1175/1207; † 1228/1239) от Дом Вюртемберг, е граф на Вюртемберг-Грюнинген. Конрад III фон Вюртемберг се нарича от 1227 г. Конрад фон Грюнинген (ego Cunradus dei gratia comes de Gruningen).

## Биография
Той е син на граф Хартман I фон Вюртемберг (1160 – 1240) и съпругата му фон Феринген (* ок. 1170; † ок. 1210), дъщеря наследничка на граф Волфрад (Еберхард) фон Феринген (* ок. 1139) и на фон Кирхберг. Внук е на граф Лудвиг II фон Вюртембург († сл. 1181) и графиня Вилибирг фон Кирхберг-Балцхайм-Алпгау († 1179). Брат е на Вилибирг († 1252), омъжена за граф Вилхелм I фон Тюбинген-Гисен († 1256) и на Херман I фон Вюртемберг († 1231/1236), женен за Ирменгард фон Ултен. Прадядо е на Рудолф III, епископ на Констанц (1322 – 1334).
Баща му Хартман I фон Вюртемберг купува Грюнинген и Конрад (III) фон Вюртемберг се нарича от 1227 г. Конрад фон Грюнинген (ego Cunradus dei gratia comes de Gruningen).
Kрал Рудолф фон Хабсбург (упр. 1273 – 1291) взема графската титла от внуците му и те започват да се наричат фон Грюнинген-Ландау и по-късно само фон Ландау на замък Ландау на Дунав.

## Фамилия
Конрад фон Вюртемберг-Грюнинген се жени за графиня фон Кирхберг, дъщеря на граф Хартман IV фон Кирхберг († сл. 1220) и съпругата му фон Кьорш, дъщеря на граф Диполд фон Кьорш. Съпругата му е роднина на Бруно фон Кирхберг, епископ на Бриксен (1250 – 1288). Те имат децата:
- Хартман I фон Грюнинген (* пр. 1225; † 4 октомври 1280), първият граф на Грюнинген, основател на линията „Грюнинген-Ландау“, женен I. вероятно пр. 1240 г. за фон Езелсберг († пр. 2 октомври 1252), дъщеря на Белрайн фон Езелсберг, II. на 2 октомври 1252 г. за Хедвиг фон Феринген († сл. 23 февруари 1315), дъщеря на граф Волфрад III фон Феринген († сл. 1267) и Анна († сл. 1254).
- Елизабет фон Вюртемберг-Грюнинген († 1251), омъжена за граф Конрад II фон Йотинген († 1241/1250)